# Zweitschlüssel (Film)
Zweitschlüssel (Originaltitel: Fifi) ist eine 2022 erschienene französische coming-of-age Filmromanze und Komödie unter der Regie von Jeanne Aslan und Paul Saintillan. Stand 2024 ist der Film ausschließlich in französischer Sprache zzgl. mehrsprachiger Untertitelmöglichkeiten verfügbar.  

## Handlung
Die 15-jährige Sophie (Fifi) lebt mit ihrer Mutter, dem Stiefvater sowie fünf Geschwistern und einem Baby in einer winzigen Wohnung eines Hochhauses in Nancy, Frankreich. Die Familie hat nicht viel Geld zur Verfügung, sodass Sophie sich einige Tricks zum Besorgen notwendiger Anschaffungen angeeignet hat. Als sie ihre ehemalige Mitschülerin und Freundin Jade bei einem zufälligen Aufeinandertreffen nach Hause begleitet, ergreift Sophie kurzerhand eine sich ihr ergebende Möglichkeit. In einem unbeaufsichtigten Moment nimmt sie die Zweitschlüssel des Hauses der gut situierten Familie an sich. Als diese sich kurz darauf in den Sommerurlaub begibt, verschafft Sophie sich Zugang ins Haus – aus Neugier und um ihrem Familienchaos zu entfliehen. Im Gedanken alleine zu sein, macht Sophie es sich im Haus gemütlich und lässt sich ein Bad ein, als sie plötzlich von Stéphane, dem 23-jährigen, älteren Bruder von Jade, überrascht wird. Der ist zunächst irritiert, wirft Sophie aber dennoch nicht hinaus. Da er den Sommer alleine im Haus mit einem Job verbringt, erfragt Sophie um Mithilfe. So verbringen sie einige Zeit zusammen beim Beschriften von Briefen und lernen sich besser kennen. Stéphane erweist sich als tiefgründiger Mitmensch, der sich selbst und sein Leben hinterfragt. Gegenüber Sophie erklärt er, dass Erwachsenwerden oft bedeute zu erkennen, dass man die gleichen Fehler macht, die man einst an den Eltern kritisiert hat. Sophie zeigt trotz ihres jungen Alters Verständnis für Stéphanes Ausführungen. Einmal begleitet Sophie Stéphane auf eine Studentenparty. Auf der Heimfahrt machen sie Halt an einem See. Stéphane badet, Sophie leiht ihm seine Jacke zum Aufwärmen in der lauen Sommernacht, es kommt zu einem Kuss. Der Businessstudent distanziert sich daraufhin von Sophie. Schließlich war der Sommeraufenthalt in der Heimat eigentlich des Nachdenkens über sein Leben gewidmet und an der Pariser Universität hat er eine Freundin. Diese befindet sich allerdings zurzeit im Ausland und der Kontakt erweist sich als schwierig. Trotz der eindeutigen Verbindung zwischen Sophie und Stéphane, ist dieser verunsichert; auch wegen ihres Alters. Kurzerhand packt er seine Sachen. Bevor er zurück nach Paris reist, besucht er Sophie. Diese ist allerdings nicht anzutreffen, sodass er von ihrer Mutter in eine Konversation verwickelt wird, die eine Handprophezeiung enthält, welche auf Veränderungen hinweist. Für Stéphane ist das ein Zeichen; er war lange am Zweifeln ob die Businessschool das richtige für ihn ist. Für Sophie hinterlässt er den anteiligen Verdienst für den Ferienjob. Kurz darauf verlässt Sophies älteste Schwester die Familienwohnung mit ihrem Baby, um mit ihrem Freund zusammenzuziehen. Sophie nutzt daraufhin ihr Erspartes um erstmalig in ihrem Leben und zusammen mit ihren beiden jüngeren Geschwistern das Meer zu sehen. An dieser Stelle endet der Film mit offenem Ende.

## Hintergrund
Der Film entstand aus der ersten Zusammenarbeit zwischen den Regisseuren Jeanne Aslan und Paul Saintillan. Die Produktion wurde von Haïku Films abgewickelt; den weltweiten Vertrieb übernahm Urban Sales. 

## Auszeichnungen
2021 errang der Film die Auszeichnung 'besondere Erwähnung' auf den Internationalen Filmfestspielen von Cannes.
Der Film gewann ebenso folgende Auszeichnungen: 
- Angers European First Film Festival (2023):
  - Gewinner des Prix Des Activités Sociales de L'Énergie (European Feature Film Competition) für Jeanne Aslan und Paul Saintillan
  - Gewinner des Jean Carmet Award für den besten Schauspieler (Quentin Dolmaire)
  - Nominierung für den Grand Jury Prize (Best European Feature Film) für Paul Saintillan und Jeanne Aslan
- San Sebastián International Film Festival (2022):
  - Gewinner des New Directors Award für Jeanne Aslan und Paul Saintillan

## Kritik
Der Film wurde ambivalent rezipiert. Einige kritisierten ihn als langweilig. Tiefgründigere Rezensionen betonen die verkörperte Unabhängigkeit sowie Dynamik des Lebensweges, dass neue Wege eingeschlagen werden und Träume trotzdem unerfüllt bleiben können. Die Hauptdarsteller blieben in Erinnerung.